# Hydrophis peronii
Hydrophis peronii är en ormart som beskrevs av Duméril 1853. Hydrophis peronii ingår i släktet Acalyptophis och familjen giftsnokar och underfamiljen havsormar. IUCN kategoriserar arten globalt som livskraftig. Inga underarter finns listade i Catalogue of Life.
Kännetecknande för arten är fjällen ovanför ögonen som sticker ut och som påminner om små horn. Dessutom har huvudets övriga fjäll grova kanter som liknar små taggar. Hos äldre exemplar är "taggarna" tydligare. Den långsträckta bålen är nära huvudet smalare än nära svansen. På bålen har fjällen ett veck (köl) i mitten. Hydrophis peronii har en krämfärgad till ljusgrå eller ljusbrun grundfärg på ovansidan samt flera mer eller mindre tydliga svarta tvärstrimmor. Ibland förekommer även fläckar mellan strimmorna. Undersidan saknar mörka mönster och den är mer vitaktig. Liksom andra havsormar har Hydrophis peronii en avplattad svans som används som paddel. Näsborrarna kan slutas med en membran. Fjällen på undersidan är mindre än hos landlevande ormar och därför är rörligheten på land mindre bra utvecklad.
Arten förekommer från Sydostasien (bland annat Thailand och Vietnam) över den indonesiska övärlden och Filippinerna till Nya Guinea, Australien och Nya Kaledonien. Honor lägger inga ägg utan föder levande ungar.